# 阿拉蒙 (默尔特-摩泽尔省)
阿拉蒙（法語：Allamont，法語發音：[alamɔ̃]）是法国默尔特-摩泽尔省的一个市镇，属于布里埃区。

## 地理
阿拉蒙（49°7'23"N, 5°45'42"E）面积9.06 平方千米，位于法国大東部大區默尔特-摩泽尔省，该省份为法国东北部内陆省份，是洛林的一部分，北邻比利时、卢森堡，北起顺时针与摩泽尔省、下莱茵省、孚日省和默兹省接壤。
与阿拉蒙接壤的市镇（或旧市镇、城区）包括：布兰维尔、弗里欧维尔、皮克斯、拉伯维尔、穆洛特、维莱苏帕雷。

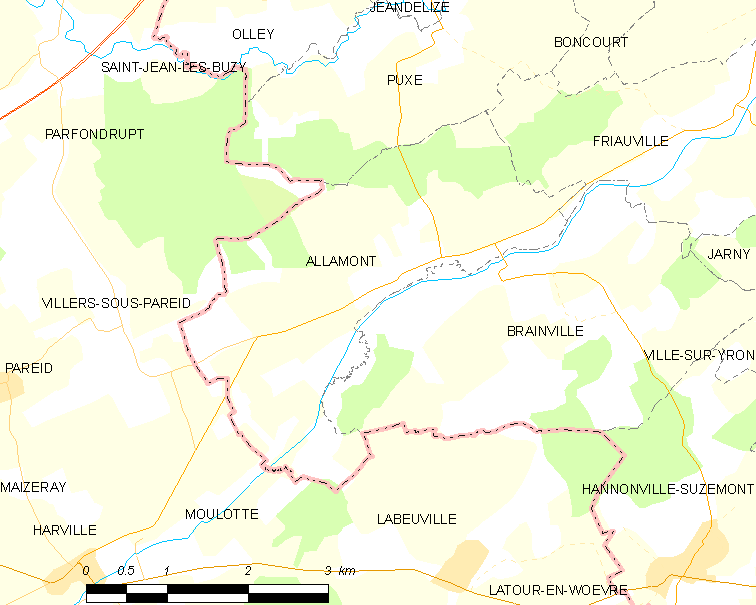
的OSM定位图

阿拉蒙的时区为UTC+01:00、UTC+02:00（夏令时）。

## 行政
阿拉蒙的邮政编码为54800，INSEE市镇编码为54009。

## 政治
阿拉蒙所属的省级选区为雅尼县。

## 人口

1962-2008年间人口变化图示

阿拉蒙于2022年1月1日时的人口数量为159人。